# Miguel Miranda (football)
Pour les articles homonymes, voir Miguel Miranda.
Miguel Eduardo Miranda Campos (Lima, 13 août 1966 – Chongoyape (es), 6 mars 2021) est un footballeur péruvien. 
Surnommé Miguelón Miranda, il évoluait au poste de gardien de but avant de devenir entraîneur.

## Biographie

### Carrière de joueur

#### En club
Miguel Miranda a l'occasion de jouer au Sporting Cristal à trois reprises, au début de sa carrière entre 1984 et 1986, puis entre 1988 et 1993 – sa meilleure étape puisqu'il est champion du Pérou en 1991 comme gardien titulaire – et enfin entre 2001 et 2003 (il obtiendrait un deuxième sacre national en 2002 mais comme gardien remplaçant d'Erick Delgado).
Jouant pour plusieurs clubs péruviens, dont l'Universitario de Deportes en 1994, il s'expatrie deux fois en Chine en 1998 et 2000 afin de jouer pour le même club, le Shenyang Haishi. Il met fin à sa carrière au sein de l'Estudiantes de Medicina en 2004.

#### En équipe nationale
Avec 47 matchs disputés en équipe du Pérou (pour 68 buts encaissés), Miguel Miranda est le troisième gardien le plus capé avec la Blanquirroja, derrière Pedro Gallese et Óscar Ibáñez.
Il fait ses débuts internationaux le 26 mai 1993 en match amical face aux États-Unis (0-0). La même année, il est convoqué dans le groupe des sélectionnés à la Copa América 1993 en Équateur. Il disputera deux autres Copa América d'affilée en 1995 et 1997 (demi-finaliste de l'épreuve) alors qu'en 1999 il reste sur le banc des remplaçants.
Son dernier match en équipe nationale a lieu le 14 novembre 2001, face à la Bolivie (1-1), dans le cadre des éliminatoires au Mondial 2002.

### Carrière d'entraîneur
Reconverti en entraîneur, Miguel Miranda a l'occasion de diriger le Defensor La Bocana, l'Alianza Atlético, l'Alfonso Ugarte et Los Caimanes, ainsi que l'équipe réserve du FBC Melgar.

### Décès
Victime d'un infarctus, Miguel Miranda s'éteint le 6 mars 2021 à Chongoyape (es), dans la province de Chiclayo au nord du Pérou. Il avait 54 ans.

## Palmarès(joueur)
Sporting Cristal
- Championnat du Pérou (2) :
  - Champion : 1991 et 2002.